# Дијагностика
Дијагностика је поступак којим се дефинише болест или патолошко стање, односно процес који води до дијагнозе болести. У том процесу лекар се руководи симптомима и знаковима болести. Под симптомима се подразумевају тегобе које сам болесник примећује, док знакове болести лекар уочава на пацијенту.
Дијагнозу, (која је у суштини закључак о једној болести), не треба поистовећивати са дијагностиком (срп. утврђивање болести), која је јасно прописана методологија прикупљања података, и чијом међусобном анализом и упоређивањем треба да проистекне закључак, односно дијагноза једне болести на основу њених битних обележја и појава. Дијагноза се може дафинисати и као закључак о свим аспектима (видовима) болести, настао након прикупљених чињеница које су међусобно детаљно анализиране. 

## Прикупљање чињеница
Процес дијагностике (или процес прикупљања чињеница о свим аспектима неке болести) се састоји од:

1. анамнезе,
2. физикалног прегледа и
3. осталих дијагностичких метода.

## Анамнеза
Анамнеза (грч. mnesis – сећање) је циљани разговор, којим лекар из пацијентовог исказа сазнаје оно што је битно за постављање дијагнозе. Анамнеза се састоји из:
- (лат.  – болест) - запажања самог пацијента од тренутка када је болест почела да га мучи до тренутка прегледа ;
- (породична историја болести) болести од којих су боловали чланови породице болесника
- (лат.  - живот) - сећање на друге болести од којих је болесник боловао или евентуално још болује у животу.

Некад због природе болести није могућа комуникација са болесником (несвест, малодобност, душевне болести итд), па се анамнеза узима од трећег лица (родбина, старатељ) и тако узета анамнеза се зове хетероанамнеза (грч. heteros - други).

## Физикални преглед
Физикални преглед је прикупљање информација о стању здравља болесника чулима лекара. Приликом физикалног прегледа користе се само најосновнији медицински инструменти: фонендоскоп, манометар, неуролошки чекић, стетоскоп, лупа итд.
Пре физикалног прегледа пацијент мора бити релаксиран што се може омогућити уз разговор, те при обављању прегледа треба пратити израз пацијентовог лица. На пример, при папацији абдомена израз пацијентовог лица често говори о присуству или одсуству болова.
Мада се генерално избегава додиривање пацијента без прегледа, ипак, благо тапшање по рамену може бити и део лечења јер даје осећај топлоте. Током физикалног прегледа додир је дозвољен и често може бити и користан када је пацијент под стресом примања лоших вести.
И код оваквих физичких додиривања пацијента довољан је само благи стисак руке да би се пацијент охрабрио, али и тада треба бити веома опрезан и водити рачуна о личности самог пацијента као и о могућности присуства других лица, те водити рачуна како то може бити интерпретирано од стране трећег лица.
Начини физикалног прегледа су:
- инспекција - преглед гледањем;
- аускултација – слушање, ослушкивање;
- перкусија - лупкање. Лупкањем одређених делова тела болесника производе се различити звукови или покрети тела на основу којих се доноси одређени закључак;
- палпација - пипање.

Ово су основни методи. Постоји читава палета комбинованих метода и „трикова“ због којих, и поред напредовања науке и технике, физикални преглед лекара и даље чини основни дијагностички метод. Иако се у литератури не наводи као посебан метод, чуло мириса је и те како важно у постављању дијагнозе. Неки лекари сматрају да је интуиција посебни облик мишљења који се стиче искуством и који доводи до дијагнозе без јасног узрочно последичног низа у мисаоном процесу.

## Остали дијагностички методи
Остали дијагностички методи почињу да добијају на значају у 20. веку, наглим развојем хемије, физике и техничких наука, и данас представљају неодвојиви део процеса дијагностике већине болести и патолошких стања. Примери:
- биохемијске анализе
- хистопатолошка дијагностика
- микробиолошка дијагностика
- генетичка дијагностика
- рендген дијагностика
- примена радиоизотопа
- нуклеарна магнетна резонанца
- електрокардиографија, електроенцефалографија, електромиографија
- ендоскопија и сл.

## Историја
Први забележени примери медицинске дијагнозе налазе се у записима Имхотепа (2630–2611. п. н. е.) у древном Египту (Папирус Eдвина Смита). Вавилонски медицински уџбеник, Дијагностички приручник, који је написао Есагил кин-апли (фл. 1069–1046. п. н. е.), увео је употребу емпиризма, логике и рационалности у дијагностици обољења или болести.</ref> Традиционална кинеска медицина, како је описано у Унутрашњем канону Жутог цара или Хуангди Нејђинг, прецизирала је четири дијагностичке методе: преглед, аускултација-олфакција, испитивање и палпација. Познато је да је Хипократ постављао дијагнозе тестирајући мокраћу својих пацијената и миришући њихов зној.

## Нежељени ефекти
Проблеми с дијагнозом представљају доминантан разлог плаћања медицинских злоупотреба, и чине 35% укупних плаћања према резултатима студије која је обухватала податке за период од 25 година и са 350.000 захтева.

### Прекомерна дијагноза
Прекомерна дијагноза је дијагноза „болести” која никада неће узроковати симптоме или смрт током живота пацијента. Она је проблем зато што непотребно претвара људе у пацијенте и зато што може да доведе до економске штете (прекомерне употребе) и третмана који могу нанети штету. Прекомерна дијагноза се јавља када је болест правилно дијагнозирана, али дијагноза је небитна. Тачна дијагноза може да буде неважна, јер лечење болести није доступно, није потребно или се не жели.

### Грешке
Према извештају Националне академије наука, инжењерства и медицине из 2015. године, већина људи ће доживети најмање једну дијагностичку грешку током свог живота.

### Кашњења
Када се поставља медицинска дијагноза, време кашњења је временско одлагање док се не направи корак ка дијагнози болести или стања. Врсте времена кашњења су углавном:
- Време кашњења од почетка до медицинског сусрета, време од појаве симптома до посете лекару[13]
- Време кашњења од сусрета до дијагнозе, време од првог медицинског сусрета до дијагнозе[13]
  - Време кашњења због кашњења у читању рендгенских снимака наведено је као велики изазов у пружању неге. Одељење за здравство и социјалне услуге је наводно открило да је тумачење рендгенских снимака ретко доступно лекарима хитне помоћи пре отпуштања пацијента.[14]

## Историја
Први забележени примери медицинске дијагнозе налазе се у списима Имхотепа (2630–2611. п. н. е.) у старом Египту (Папирус Едвина Смита). Вавилонски медицински уџбеник, Дијагностички приручник који је написао Есагил-кин-апли (деловао 1069–1046. п. н. е.), увео је употребу емпиризма, логике и рационалности у дијагнози болести или болести. Традиционална кинеска медицина, као што је описано у унутрашњем канону жутог цара или Хуангди неиђинг, наводи четири дијагностичке методе: инспекцију, аускултацију-олфакцију, испитивање и палпацију. Познато је да Хипократ поставља дијагнозе тако што је пробао урин својих пацијената и мирисао њихов зној.